# Inalbek Sheríyev

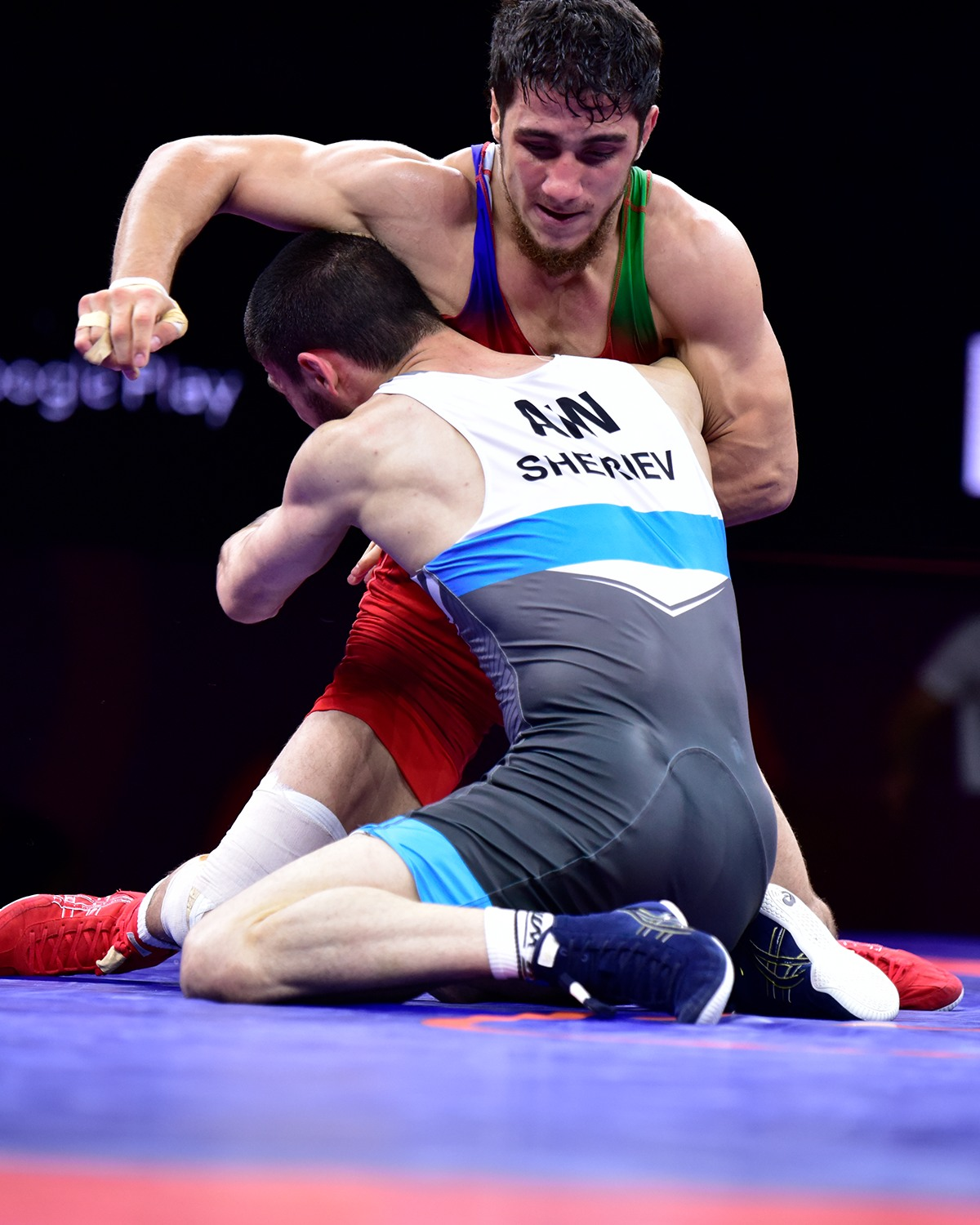
Sheriev en el campeonato europeo U23 de 2024.

Inalbek Aslánovich Sheríyev (en ruso: Иналбек Асланович Шериев; 18 de enero de 2001) es un deportista ruso que compite en lucha libre. Ganó una medalla de bronce en el Campeonato Mundial de Lucha de 2024, en la categoría de 70 kg.

## Palmarés internacional
| Campeonato Mundial | Campeonato Mundial | Campeonato Mundial | Campeonato Mundial |
| Año                | Lugar              | Medalla            | Categoría          |
| ------------------ | ------------------ | ------------------ | ------------------ |
| 2024               | Tirana (Albania)   | Medalla de bronce  | 70 kg              |